# Webradio

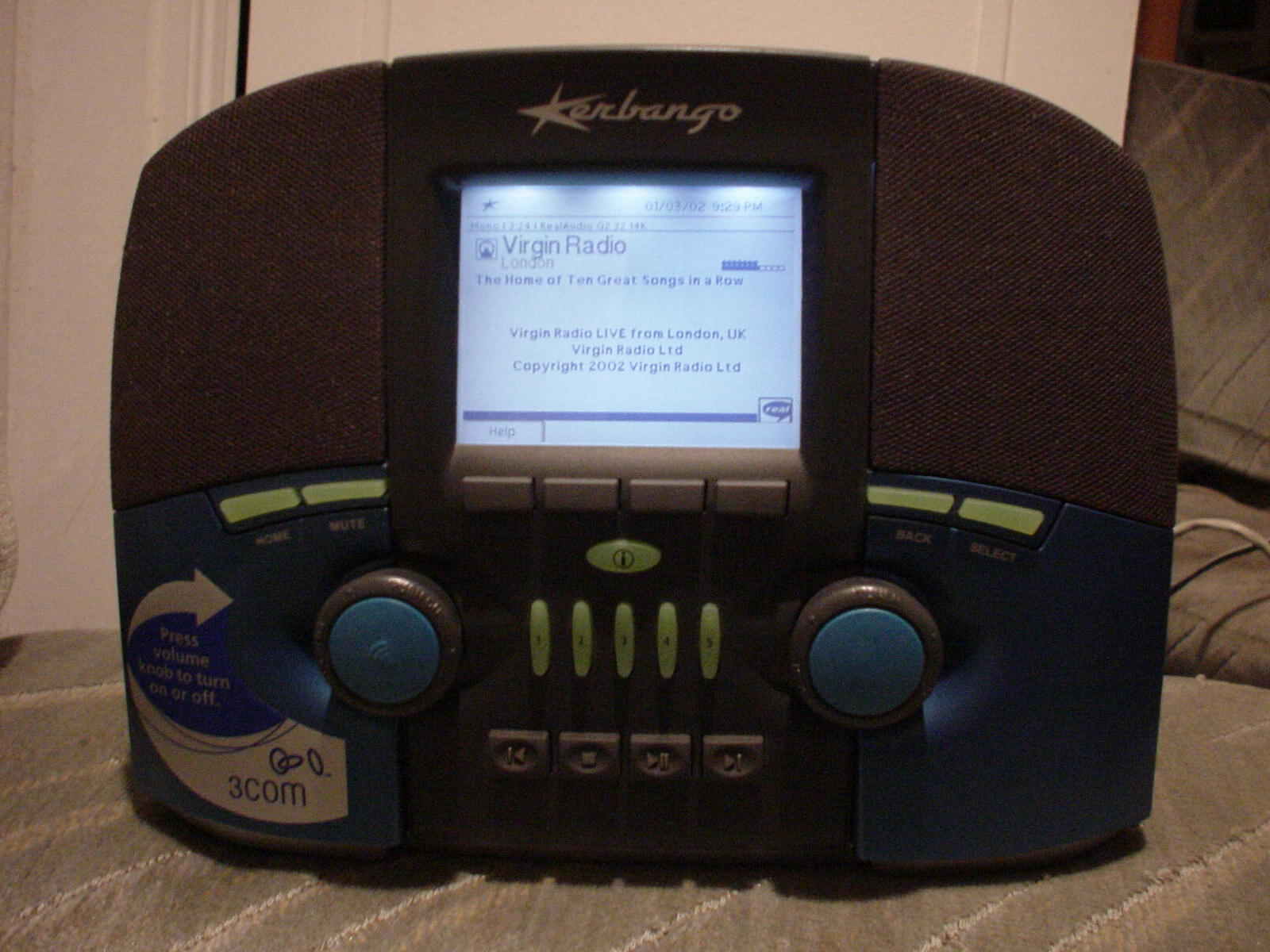
Een internetradioontvanger

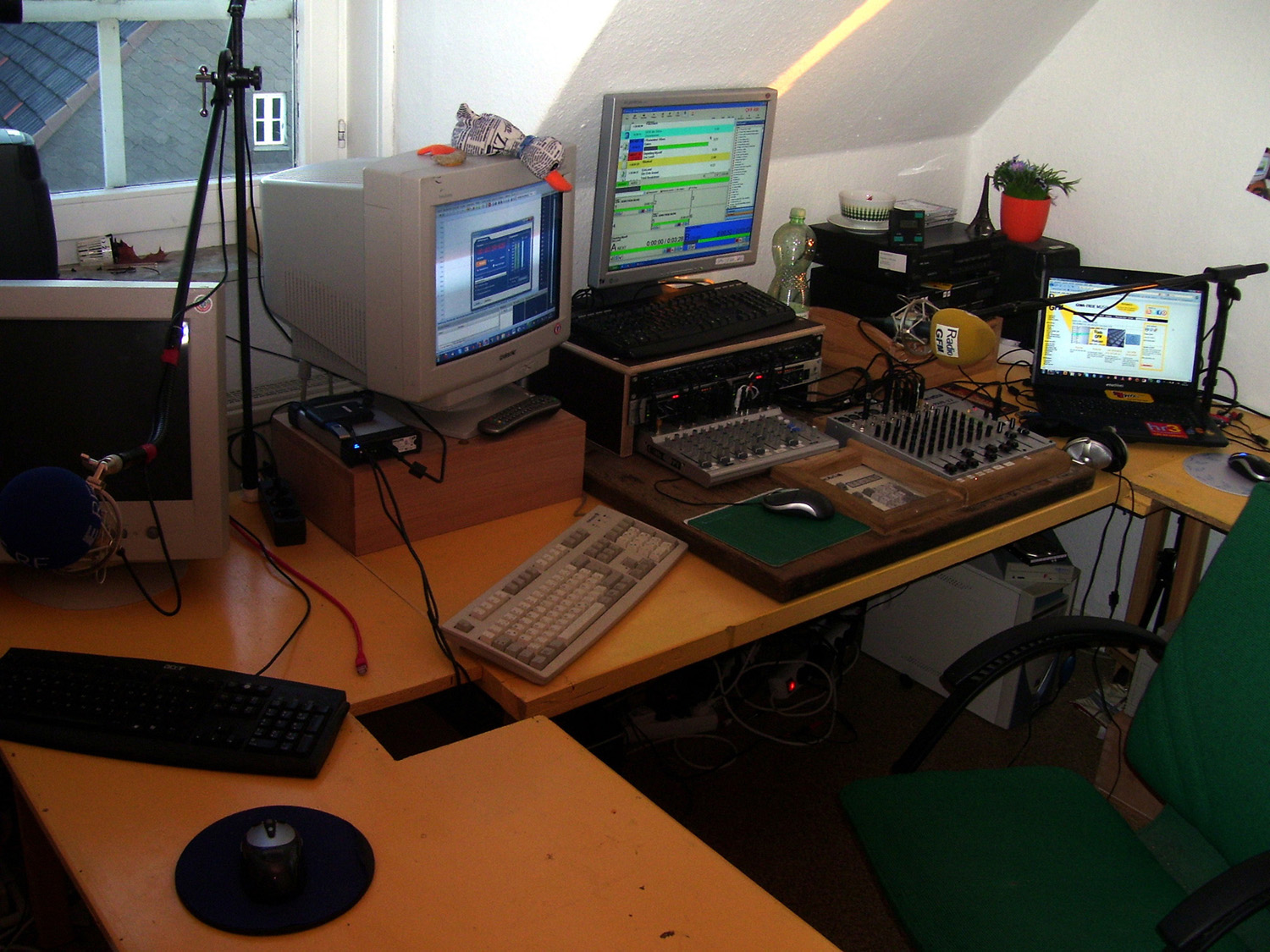
Een internetradiostudio

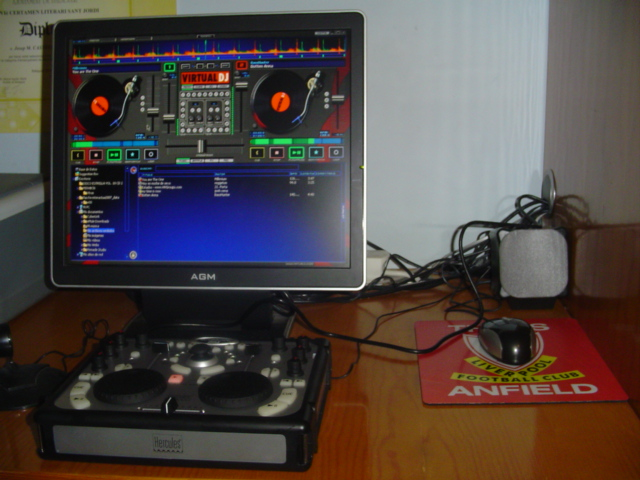
een transmitter in de provincie Lleida in Spanje

Met webradio of internetradio wordt een uitzending van geluid bedoeld waarbij het transportmedium het internet is. Vaak wordt nog een specifieke distributie bedoeld, namelijk die waarbij het geluid via een zogenaamde stream gedistribueerd wordt vanaf een server. De term stream duidt hier op een wijze van transport waarbij er niet zo snel mogelijk alle data naar de luisteraar getransporteerd wordt, maar er alleen die delen data verzonden worden die er op dat moment nodig zijn. Alhoewel het mogelijk is om het geluid op de gebruikelijke wijze te transporteren wordt dit in de context van webradio meestal alleen gedaan als het om bijvoorbeeld gearchiveerde uitzendingen gaat. Gearchiveerde uitzendingen worden vaak in de vorm van zogenaamde podcasts aangeboden.
Webradio wordt vaak in meerdere kwaliteiten aangeboden. De kwaliteit van een stream wordt bepaald door het aantal kilobits per seconde, dus de bitrate, de samplefrequentie en het aantal kanalen (mono of stereo). Breedbandgebruikers kunnen kiezen voor de hoogste kwaliteit, terwijl inbel-, GSM- of UMTS-gebruikers voor de lage kwaliteitsversie zullen moeten kiezen.
Er zijn verschillende standaarden voor webradio:
- Windows Media Audio, met name gebruikt door Windows Media Player
- Streaming-MP3 (bijvoorbeeld via Shoutcast (Winamp) en Icecast, met de meeste spelers te beluisteren
- Ogg Vorbis (bijvoorbeeld via Icecast), te gebruiken met onder andere Winamp
- Flash (bijvoorbeeld via de website van BBC), te gebruiken met Flash Player
- RealAudio, ontwikkeld door Real en te beluisteren met RealPlayer

Er zijn veel radiozenders die alleen via internet uitzenden. Veel grotere (en kleinere) radiostations zenden behalve via de ether ook via internet uit. Vele webradiostations zijn te vinden via zogenaamde webradioportals.
Webradio wordt steeds interactiever en persoonlijker. Op sommige sites kan de luisteraar een favoriete artiest of groep opgeven, vervolgens wordt er van deze artiest of groep een nummer gespeeld, daarna worden er gelijkende nummers afgespeeld van andere artiesten. De luisteraar kan aangeven hoe goed het afgespeelde aansluit bij zijn voorkeur; bij de keuze voor het volgende nummer wordt hier rekening mee gehouden. De bekendste aanbieders zijn Last.fm, Slacker en Pandora Radio (alleen nog te beluisteren in de VS). Zij hebben een stijgend aantal inmiddels luisteraars, onder andere vanwege de individuele benadering van de stations. 
Voor allerlei liefhebbers met heel uiteenlopende smaken en verfijnde voorkeuren bestaan er diverse stations: onder meer bestaat er een zender die geen muziek of nieuws, doch uitsluitend vogelgekwinkeleer ("dawn bird song") uitzendt. 

## Webradio-ontvangers
Het is mogelijk webradio te ontvangen via de pc, mobiele telefoon, of speciaal daarvoor gemaakte ontvangers. Bij luisteren via de pc en mobiele telefoon is het nodig dat men een programma gebruikt zoals Winamp, Windows Media Player, of een andere mediaspeler.
Voor het luisteren via een losse radio is er de keuze uit daarvoor ontwikkelde ontvangers. Vaak werken deze met voorgeprogrammeerde lijsten van internetradiostations waaruit men kan kiezen. Bij de meeste radio's is het mogelijk om zelf een lijst met favoriete stations samen te stellen. Deze radio's worden aangesloten middels een ethernet- of wifi-verbinding om zodoende verbinding via de breedbandaansluiting te krijgen. Ook zijn er ontvangers die via de telefoonlijn aangesloten kunnen worden.
Wanneer wifi (draadloos internet) globaal bereik krijgt kan webradio daardoor de taken en mogelijkheden van zender-gebaseerde etherradio overnemen. Het principe van broadcasting, ontwikkeld door het Human Computer Interaction Institute, wordt daarmee werkelijkheid.

## Spodcasting
Het uitzenden van een stream via UMTS heet spodcasting. Hierbij kan dus internetradio beluisterd worden via een mobiele telefoon.

## Verdienmodel
Omdat de kosten voor muziekrechten en streaming hoog zijn, kiezen webradiostations er voor om via gratis platforms uit te zenden. Muziekrechten en streaming worden dan volledig verzorgd, in ruil voor enkele minuten reclamezendtijd per uur. Er zijn echter ook uitzonderingen. Bijvoorbeeld websites die de bestaande streams van de radiozenders openbaar maken zonder reclame. Deze zogenaamde webradioportals stellen die streams en daarmee de muziek zelf opnieuw ter beschikking en hebben hiervoor, volgens Buma/Stemra, een licentie nodig. Buma/Stemra heeft voor webradioportals een speciaal tarief voor deze ter beschikking stelling. Een van de eerste webradio portals die een contract afsloten met de Buma/Stemra is het in Nederland gevestigde Radio Shaker.
Enkele webradioportals, waaronder RadioFM en KabelRadio maken bezwaar tegen de handelwijze van Buma/Stemra. Zij vinden dat hyperlinken geen (nieuwe) openbaarmaking is en zijn tegen het onbeperkt incasseren voor beperkt gebruik (de capaciteit van de stream neemt niet toe). De bronsite (de radiozender) heeft al betaald.